# Inocellia fujiana
Inocellia fujiana là một loài côn trùng trong họ Inocelliidae thuộc bộ Raphidioptera. Loài này được C.-k. Yang miêu tả năm 1999.